# Kurt von dem Borne
Kurt Gotthilf Kreuzwendedich von dem Borne (Frankfurt na Odri, 19. svibnja 1857. – Berlin, 22. studenog 1933.) je bio njemački general i vojni zapovjednik. Tijekom Prvog svjetskog rata zapovijedao je 13. divizijom i VI. pričuvnim korpusom na Zapadnom bojištu.

## Vojna karijera
Kurt von dem Borne rođen je 19. svibnja 1857. u Frankfurtu na Odri. U prusku vojsku stupio je 1873. godine kao kadet. U siječnju 1898. dostiže čin bojnika, dok u ožujku 1903. postaje ravnateljem vojne akademije u Danzigu. U travnju 1907. promaknut je u pukovnika, te postaje zapovjednikom 163. pješačke pukovnije. Godine 1911. unaprijeđen je u general bojnika, te dobiva zapovjedništvo nad 5. pješačkom brigadom sa sjedištem u Stettinu. U listopadu 1913. promaknut je u čin general poručnika, te postaje zapovjednikom 13. pješačke divizije na čijem čelu dočekuje i početak Prvog svjetskog rata.

## Prvi svjetski rat
Na početku rata 13. pješačka divizija kojom je zapovijedao von dem Borne nalazila se u sastavu 2. armije kojom je zapovijedao Karl von Bülow. Zapovijedajući navedenom divizijom von dem Borne sudjeluje u osvajanju Liègea, te Prvoj bitci na Marni. U listopadu 1914. von dem Borne je s 13. divizijom premješten u pokrajinu Artois gdje je ostao do ožujka 1916. kada je divizija povučena u pozadinu radi popune. U lipnju 1916. divizija je vraćena na bojište gdje von dem Borne sudjeluje u Verdunskoj bitci. U rujnu divizija je premještena na Sommu, te von dem Borne sudjeluje u Bitci na Sommi u kojoj je njegova divizija pretrpjela toliko velike gubitke da je morala biti povučena s bojišta.
U veljači 1917. von dem Borne postaje zapovjednikom VI. pričuvnog korpusa kojim je zapovijedao do kraja rata. Zapovijedajući navedenim korpusom Borne sudjeluje u Proljetnoj ofenzivi. U travnju 1918. promaknut je u generala pješaštva, te odlikovan ordenom Pour le Mérite.

## Poslije rata
Nakon završetka rata von dem Borne postaje zapovjednikom VI. korpusa sa sjedištem u Breslau, dok u siječnju 1919. postaje zapovjednikom Južnog vojnog područja. Von dem Borne je bio veliki protivnik potpisivanja Versailleskog mirovnog sporazuma smatrajući da se Njemačkoj nameću preteški uvjeti. Kada je mirovni sporazum potpisan dao je ostavku, te je 10. srpnja 1919. stavljen na raspolaganje.
Kurt von dem Borne preminuo je 22. studenog 1933. godine u 76. godini u Berlinu.

## Vanjske poveznice
(eng.) Kurt von dem Borne na stranici Prussianmachine.com

(njem.) Kurt von dem Borne na stranici Deutschland14-18.de  Arhivirana inačica izvorne stranice od 18. srpnja 2011. (Wayback Machine)